# 二宮町
二宮町（日语：／ Ninomiya machi */?）是神奈川縣南部的一町。

## 行政区域的變遷
- 1889年（明治22年）4月 一色村・川匂村・中里村・二宮村・山西村合併為吾妻村。
- 1935年（昭和10年）11月 町制施行，二宮町成立。（11月3日為町制記念日）
- 2002年（平成14年）1月 「湘南市研究会」参加（2003年5月解散）

## 交通

### 鐵路
東日本旅客鐵道
- 東海道本線：二宮站